# باشگاه فوتبال ریگر-تداز تورسون‌زاده
باشگاه فوتبال ریگر-تداز تورسون‌زاده (به انگلیسی: Regar-TadAZ Tursunzoda) یک باشگاه فوتبال در شهر تورسون‌زاده تاجیکستان است. این باشگاه در لیگ عالی تاجیکستان بازی می‌کند.
این باشگاه در سال ۱۹۷۵ تأسیس شده‌است.

## افتخارات

### داخلی
- لیگ عالی تاجیکستان
- قهرمانی (۷): ۲۰۰۱، ۲۰۰۲، ۲۰۰۳، ۲۰۰۴، ۲۰۰۶، ۲۰۰۷، ۲۰۰۸
- جام حذفی فوتبال تاجیکستان
- قهرمانی (۷): ۲۰۰۰/۲۰۰۱، ۲۰۰۱/۲۰۰۲، ۲۰۰۵، ۲۰۰۶، ۲۰۱۱، ۲۰۱۲، ۲۰۲۴
- جام فدراسیون فوتبال تاجیکستان
- قهرمانی (۲): ۲۰۱۲، ۲۰۱۶

### قاره ای
- چلنج لیگ آسیا
- قهرمانی (۳): ۲۰۰۵، ۲۰۰۸، ۲۰۰۹